# 2411-es mellékút (Magyarország)
A 2411-es számú mellékút a 24-es főút (Recsk) és a 23-as főút (Nádújfalu térsége) között húzódik; Recsken kiágazva áthalad Mátraderecskén és Mátraballán. Az út majdnem teljes egészében Heves vármegye területén húzódik, csak a legészakibb csücske található Nógrádban. Mintegy 12,6 kilométer hosszú, négy számjegyű, 2x1 sávos összekötő út, kezelője a Magyar Közút Kht. Heves és Nógrád Vármegyei Igazgatósága.